# Pilocrocis fimbrialis
Pilocrocis fimbrialis là một loài bướm đêm trong họ Crambidae.